# 2000 Miles
Pour les articles homonymes, voir 2000 Mules.
2000 Miles est une chanson du groupe The Pretenders, écrite et composée par sa chanteuse Chrissie Hynde, sortie en single en novembre 1983. Elle est extraite du troisième album du groupe Learning to Crawl.

## Description
Elle obtient le succès dans plusieurs pays européens et en Océanie. Comme elle est sortie en fin d'année et que les paroles font mention de Noël, elle est considérée comme une chanson de Noël au Royaume-Uni. Elle a ainsi été plusieurs fois reprise par différents artistes au moment des fêtes de fin d'année, de Holly Cole en 1989 à Kylie Minogue en 2015, parfois pour des œuvres caritatives comme Coldplay en 2003.

## Classements
| Classement (1983-1984)                 | Meilleure place |
| -------------------------------------- | --------------- |
| Australie (ARIA)                       | 30              |
| Belgique (Flandre Ultratop 50 Singles) | 11              |
| Irlande (IRMA)                         | 14              |
| Nouvelle-Zélande (RMNZ)                | 36              |
| Pays-Bas (Nederlandse Top 40)          | 13              |
| Royaume-Uni (UK Singles Chart)         | 15              |

## Version de Coldplay
La chanson est reprise par le groupe Coldplay en 2003. Les fonds récoltés ont été reversés à deux associations : « Future Forests » et « Stop Handgun Violence ».